# Cnephalocotes
Cnephalocotes là một chi nhện trong họ Linyphiidae.